# Valderiès
 Valderiès  là một xã thuộc tỉnh Tar trong vùng Occitanie ở phía nam nước Pháp. Xã này nằm ở khu vực có độ cao trung bình 216 mét trên mực nước biển.
Sông Cérou chảy qua thị trấn.